# تل اليهود
تل اليهود، هو مقبرة في بغداد تقع في الجانب الغربي منها والمعروف بجانب الكرخ.

## أبرز معالم الموقع
وهو المكان الذي دفن بقربه الشاعر أبو نؤاس، وموضعه في الجانب الغربي لنهر دجلة من مدينة بغداد، الذي يسمى بجانب الكرخ، بين مرقد النبي يوشع، الذي يعتقد انه أحد أنبياء بني إسرائيل، ويكثر اليهود زيارته، ومرقد المتصوف أبو محفوظ معروف بن فيروز الكرخي، قرب باب الدير في الشونيزية، وسميث باب الدير، نسبة إلى أحد الأديرة الذي كان موجودا فيها، ويعرف بدير الثعالب، أو دير القباب.اما في كتاب بغداد فجاء فيه، ان تسمية باب الدير هي نسبة إلى دير كليليشوع.

## الكنيسة
كما ان هناك كنيسة لليهود كانت موجودة واسمها عند اليهود كنيسة قطيعة عيسى (الرملة)، والتي تقع في نفس قطيعة عيسى بن علي بن عبد الله ويقال للمنطقة، محلة الرملة، وهي محلة الجعيفر الحالية. والظاهر ان هذه الكنيسة التي تعود لليهود، منسوبة إلى موضعها، ويؤيد هذا القول، انه كانت لهم مقبرة في الشونيزي. فقد ذكر إبن منظور ان أبا نؤاس دفن في تل اليهود على نهر عيسى، الذي يأخذ مياهه من نهر الفرات وينتهي ٱخره إلى نهر دجلة في جوف مدينة بغداد،  ولا تزال لهم مقبرة معروفة قرب الجنيد الزاهد، والتي تعرف عند العامة، بمقبرة النبي يوشع.

## كنز الكنيسة
والظاهر ان الحكاية الشعبية في وجود خضر الياس وتسمية المشرعة بشريعة الخضر الياس وإيقاد الشموع وتعويمها على كرب النخل في دجلة لها صلة بهذه الكنيسة التي جرفها النهر مع ما جرف من العمارات الفخمة، كما انه من الراجح كون الكنز من الدنانير الذهبية التي عثر عليها سنة 1899م، من خفايا هذه الكنيسة. وملخصها ان ملاح قُفة أسمه صالح بن خلف المشهداني من عشيرة المشاهدة، لامس مرديه بَرنية أي بستوقة، وقيل حباً كبيراً وهو الراجح، كانت مدفونة في جرف الشاطيء المعروف بالخضر الياس بالجانب الغربي من بغداد فكسرها وكانت مملؤة دنانير، فانهالت منها الدنانير فمنها ما غاصت في الماء ومنها ما استطاع القفاف أخذه. ووصل الخبر إلى الحكومة فحافظت على ما بقي واستخرجت الدنانير الغائصة في الماء فكان مجموع ما استولت عليه نحواً من ثلاثة ٱلٱف قطعة، بينها قطعة تزن نحواً من عشرين ليرة عثمانية وهي بهيئة سبيكة. فنقلت إلى العاصمة استانبول وهي الٱن في متحفها مع النقود التأريخية الأخرى، وقيل إن الذي أحتجنه عليه الملاح القفاف ملأ كفيه وثلاثة أكياس، وكانت السبب في إثرائه، حتى عرف بين الناس باسم المعتصم، لعثوره على نقود من عصر المعتصم بالله الخليفة العباسي، وكان والي بغداد أيامئذٍ نامق باشا الصغير.